# Dietrich Steffan
Dietrich Steffan (* in Kolberg; † nach 1473 in Greifswald) war Dekan der Artistenfakultät und Rektor in Greifswald.
Dietrich Steffan immatrikulierte sich 1441 in Leipzig und erwarb hier 1442 das Bacchalaureat artium, drei Jahre später wurde er Magister artium und später bacchalaurius sacre theologie.
1457 wurde Steffan Vizekanzler und Dekan der Artisten in Leipzig. Er wechselte ein Jahr darauf an die Universität Greifswald und wurde hier 1459 Dekan der Artistenfakultät. 1465 wurde Steffan zum Rektor gewählt, 1473 zum Vizekanzler.